# شهادة ثالثة
الشهادة الثالثة هي إضافة عند الشيعة لشهادتي كل من الأذان والإقامة. وصيغتها: أشهد أن لا إله إلا الله، أشهد أن محمدًا رسول الله، أشهد أن عليًا ولي الله.

## مشروعيتها
روي أن سلمان الفارسي ذكرها في الأذان والإقامة، فدخل رجل على رسول الله ﷺ وأخبره بذلك فقال الرسول: سمعت خيراً.

## حكمها
يراها الشهيد الثاني من حقائق الإيمان لا من فصول الأذان أما السيد محمد حسين فضل الله فقال أنها ليست جزءاً من الأذان، واعتبارها جزءاً تشريع محرم؛ إلا أنه لا مانع من الإتيان بها بقصد التبرك لا بقصد الجزئية.
بينما يراها الشيخ عبد الحليم الغزي «جزءً» من الأذان والإقامة بل ومن الإسلام أيضاً، وهي واجبة ومن دونها فإن صلاة «الشيعي» باطلة بحسب قوله.
وقد ألف كتاباً عنها وأسماه الشهادة الثالثة المقدسة.

## انظر ايضاً
- حي على خير العمل
- حي على الفلاح